# Expedice 28
Expedice 28 byla osmadvacátou výpravou na Mezinárodní vesmírné stanici (ISS). Expedice byla zahájena odletem kosmické lodě Sojuz TMA-20 od stanice 23. května 2011 a ukončena odletem Sojuzu TMA-21 16. září 2011. Velitelem Expedice 28 byl ruský kosmonaut Andrej Borisenko.
Sojuz TMA-21 a Sojuz TMA-02M expedici sloužily jako záchranné lodě.

## Posádka
| Pozice            | 1. část (květen – červen 2011)            | 2. část (červen – září 2011)              |
| ----------------- | ----------------------------------------- | ----------------------------------------- |
| Velitel           | Andrej Borisenko, (1) Roskosmos (CPK)     | Andrej Borisenko, (1) Roskosmos (CPK)     |
| Palubní inženýr 1 | Alexandr Samokuťajev, (1) Roskosmos (CPK) | Alexandr Samokuťajev, (1) Roskosmos (CPK) |
| Palubní inženýr 3 | Ronald Garan, (2) NASA                    | Ronald Garan, (2) NASA                    |
| Palubní inženýr 4 |                                           | Sergej Volkov, (2) Roskosmos (CPK)        |
| Palubní inženýr 5 |                                           | Satoši Furukawa, (1) JAXA                 |
| Palubní inženýr 6 |                                           | Michael Fossum, (3) NASA                  |

V závorkách je uveden dosavadní počet letů do vesmíru včetně této mise.
Záložní posádka:
- Anatolij Ivanišin, Roskosmos (CPK)
- Anton Škaplerov, Roskosmos (CPK)
- Daniel Burbank, NASA
- Oleg Kononěnko, Roskosmos (CPK)
- André Kuipers, ESA
- Donald Pettit, NASA